# Sainte-Honorine-la-Guillaume
Sainte-Honorine-la-Guillaume település Franciaországban, Orne megyében. Lakosainak száma 348 fő (2022. január 1.). Sainte-Honorine-la-Guillaume Craménil, Putanges-le-Lac és Athis-Val de Rouvre községekkel határos.

## Népesség
A település népessége az elmúlt években az alábbi módon változott:
| Lakosok száma | 354  | 343  | 347  | 334  | 333  | 329  | 336  | 342  | 348  |
|               | 2013 | 2015 | 2016 | 2017 | 2018 | 2019 | 2020 | 2021 | 2022 |